# Megachile cliffordi
Megachile cliffordi là một loài Hymenoptera trong họ Megachilidae. Loài này được Rayment mô tả khoa học năm 1953.